# 래그타임

래그타임(ragtime, rag-time, rag time)은 1880년대부터 미국의 미주리주를 중심으로 유행한 피아노 음악이다. 당김음이 많은 것이 특징이고 재즈의 전신으로 보는 이론이 많다. 대표적인 곡으로 영화 <스팅-sting>의 주제곡인 <디 엔터테이너-The entertainer>가 있다.